# Johann Simon Mayr

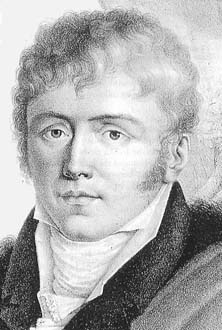
Johann Simon Mayr

Johann(es) Simon Mayr (Mendorf bij Altmannstein, gemeente Eichstätt, 14 juni 1763 - Bergamo, 2 december 1845), ook bekend als Giovanni Simone Mayr, was een Duitse componist en muziekdocent die een groot deel van zijn leven in Italië woonde en werkte. Hij was een belangrijk componist van Italiaanse opera in de vroege 19e eeuw. Hij had veel invloed op de latere componistengeneratie. Gaetano Donizetti was zijn bekendste leerling.

## Leven
Het eerste muziekonderricht kreeg hij van zijn vader. Vanaf 1769 werd Mayr opgeleid in het Benedictijns klooster Weltenburg en na 1774 in het Jezuïetencollege te Ingolstadt, waarvoor hij wegens uitzonderlijke muzikale begaafdheid een beurs kreeg.
Vanaf 1777 werkte hij naast zijn studie (theologie, filosofie, medicijnen, recht en canoniek recht) als organist. In 1787 werd hij muziekdocent bij Thomas de Bassus in Zwitserland. Van daaruit kwam hij 1789 naar Bergamo, waar hij kapelmeester werd. Voor de rest van zijn leven was hij zowel hier werkzaam als in Venetië.
Aanvankelijk schreef hij voornamelijk kerkmuziek, maar in 1794 kreeg hij opdracht voor een opera voor het carnaval in Venetië, Saffo, die een geweldig succes was. Daarna heeft hij nog 75 opera’s geschreven. Deze werden in heel Europa opgevoerd. Daarnaast componeerde hij ongeveer 600 geestelijke werken, waaronder zeven Requiems, bijvoorbeeld de Grande Messa da Requiem in g-mineur uit 1815.
Mayr heeft veel gedaan om de componisten van de Eerste Weense School (Haydn, Mozart en Beethoven) in Italië bekend te maken. In 1809 schreef hij een biografie van de toen zojuist gestorven Joseph Haydn.

## Typering
Mayr was de populairste operacomponist in de periode vlak voor Rossini in Italië. Hij vormde een brug tussen de Franse en Italiaanse wijze van componeren, alsook tussen de opera seria en de 19e-eeuwse Italiaanse opera. Hij had grote invloed op de componisten na hem, onder wie zijn belangrijkste leerling Donizetti. Vooral in de ensembles en kleurrijke orkestpartijen was hij een voorloper van Rossini.
Hij introduceerde vele nieuwe vormen. Zo was hij de eerste die het koor afwisselend polyfoon en unisono liet zingen (een effect dat Verdi herhaaldelijk toepaste). Hij verrijkte het orkest met houtblazers, harp en slaginstrumenten. Veel orkestratievondsten worden aan Berlioz toegeschreven, terwijl het Mayr was die ze voor het eerst toepaste. Ook de zogenaamde “tempesta” (de storm) zoals frequent gebruikt door Rossini en Verdi alsook de banda (een harmonieorkestje op of achter het toneel) zijn vondsten van Mayr.

## Werken

### Geestelijke muziek
- 7 Requiems
- ± 600 werken voor de eredienst in de rooms-katholieke kerk

### Opera
- Saffo (1794)
- La Lodoiska (1796)
- Un pazzo ne fa cento (1796)
- Telemaco nell'isola di Calipso (1797)
- L'intrigo della lettera (1797)
- Il segreto (1797)
- Avviso ai maritati (1798)
- Lauso e Lidia (1798)
- Adriano in Siria (1798)
- Che originali (1798)
- Amor ingegnoso (1798)
- L'ubbidienza per astuzia (1798)
- Adelaide di Guesclino (1799)
- L'accademia di musica (1799)
- Labino e Carlotta (1799)
- L'avaro (1799)
- La locandiera (1800)
- Il caretto del venditore d'aceto (1800)
- L'inconvenienze teatrali (1800)
- L'equivoco, ovvero Le bizzarie dell'amore (1800)
- Gli sciti (1800)
- Ginevra di Scozia (1801)
- Le due giornate (1801)
- I virtuosi (1801)
- Argene (1801)
- I misteri eleusini (1802)
- Ercole in Lidia (1803)
- Le finte rivali (1803)
- Alonso e Cora (1803)
- Amor non ha ritegno (1804)
- Elisa (ossia Il monte San Bernardo) (1804)
- Zamori, ossia L'eroe dell'Indie (1804)
- Eraldo ed Emma (1805)
- Di locanda in locanda e sempre in sala (1805)
- L'amor coniugale (1805)
- La roccia di Frauenstein (1805)
- Gli americani (1805)
- Palmira, ossia Il trionfo della virtù e dell'amore (1806)
- Il piccolo compositore di musica (1806)
- Adelasia e Aleramo (1806)
- Ne l'un, ne l'altro (1807)
- Belle ciarle e tristi fatti (1807)
- I cherusci (1808)
- Il vero originale (1808)
- Il matrimonio per concorso (1809)
- Il ritorno di Ulisse (1809)
- Amore non soffre opposizione (1810)
- Raul di Crequi (1810)
- Il sacrifizio d'Ifigenia (1811)
- L'amor filiale (1811)
- Tamerlano (1812)
- La rosa bianca e la rosa rossa (1813)
- Medea in Corinto (1813)
- Elena (1814)
- Atar, ossia Il serraglio d'Ormus (1814)
- Le due duchesse (ossia La caccia dei lupi) (1814)
- Cora (1815)
- Mennone e Zemira (1817)
- Amor avvocato (1817)
- Alfredo il grande, re degli Anglo Sassoni (1819)
- Le danaide (1819)
- Fedra (1820)
- Demetrio (1824)

### Instrumentale muziek
- La Biondina in Gondoletta voor piano solo
- Pianoconcert nr. 1 in C-groot
- Pianoconcert nr. 2 in C-groot

## Film
- Martin Pfeil: Der vergessene Musiker: Johann Simon Mayer (1763-1845). INTV Media Ingolstadt, 1995 (VHS, 30 Min.)